# Laure Boulleau
Laure Pascale Claire Boulleau (Clermont-Ferrand, 1986. október 22. –) francia válogatott labdarúgó. Jelenleg a francia bajnokságban érdekelt Paris Saint-Germain csapatának nagykövete.

## Pályafutása
Laure Boulleau egy moulinsi iskola gyermek csapatában ismerkedett meg a labdarúgással, majd gimnáziumi évei alatt az auvergne-i régióban a Riom, a Nord Allier Yzeure valamint a Yssingeaux játékosaként szerepelt.
2003-ban figyelt fel rá a Clairefontaine együttese. Az itt eltöltött időszak alatt mutatkozott be a francia bajnokságban, majd 18 évesen a Paris Saint-Germainhez szerződött és pályafutása végéig hűséges maradt a fővárosiakhoz.
2018 májusában folyamatos sérülései miatt fejezte be aktív karrierjét.

### A válogatottban
2005. április 13-án Hollandia ellen mutatkozott be a nemzeti csapatban. Részt vett a 2011-es és 2015-ös világbajnokságon, a londoni olimpián 2012-ben, valamint a 2013-as Európa-bajnokságon.

## Sikerei

### Klubcsapatokban
Francia kupagyőztes (2):
- Paris Saint-Germain (2): 2010, 2018

 Francia bajnoki ezüstérmes (6):
- Paris Saint-Germain (6): 2010–2011, 2012–2013, 2013–2014, 2014–2015, 2015–2016, 2017–2018

Bajnokok Ligája döntős (1):
- Paris Saint-Germain (1): 2014–15

### Válogatottban
- Algarve-kupa döntős (1): 2015
- Ciprus-kupa győztes (2): 2012, 2014

## Statisztikái

### Klub
| Klub             | Szezon           | Bajnokság | Bajnokság | Kupa  | Kupa | Nemzetközi | Nemzetközi | Összes | Összes |
| Klub             | Szezon           | Mérk.     | Gól       | Mérk. | Gól  | Mérk.      | Gól        | Mérk.  | Gól    |
| ---------------- | ---------------- | --------- | --------- | ----- | ---- | ---------- | ---------- | ------ | ------ |
| Clairefontaine   |                  |           |           |       |      |            |            |        |        |
| 2003–04          | 17               | 0         | –         | –     | –    | –          | 17         | 0      |        |
| 2004–05          | 18               | 0         | –         | –     | –    | –          | 18         | 0      |        |
| Összesen         | 35               | 0         | –         | –     | –    | –          | 35         | 0      |        |
| Paris SG         |                  |           |           |       |      |            |            |        |        |
| 2005–06          | 11               | 2         | –         | –     | –    | –          | 11         | 2      |        |
| 2006–07          | 16               | 3         | –         | –     | –    | –          | 16         | 3      |        |
| 2007–08          | 13               | 2         | 3         | 0     | –    | –          | 16         | 2      |        |
| 2008–09          | 9                | 0         | –         | –     | –    | –          | 9          | 0      |        |
| 2009–10          | 21               | 2         | 5         | 0     | –    | –          | 26         | 2      |        |
| 2010–11          | 16               | 0         | 1         | 0     | –    | –          | 17         | 0      |        |
| 2011–12          | 17               | 1         | 5         | 0     | 4    | 0          | 26         | 1      |        |
| 2012–13          | 19               | 2         | 5         | 1     | –    | –          | 24         | 3      |        |
| 2013–14          | 18               | 2         | 3         | 0     | 2    | 0          | 23         | 2      |        |
| 2014–15          | 15               | 1         | 2         | 0     | 5    | 0          | 22         | 1      |        |
| 2015–16          | 10               | 0         | 3         | 0     | 4    | 0          | 17         | 0      |        |
| 2016–17          | 2                | 0         | 0         | 0     | 0    | 0          | 2          | 0      |        |
| 2017–18          | 14               | 0         | 2         | 0     | 0    | 0          | 16         | 0      |        |
| Összesen         | 181              | 15        | 29        | 1     | 15   | 0          | 225        | 16     |        |
| Karrier összesen | Karrier összesen | 216       | 15        | 29    | 1    | 15         | 0          | 260    | 16     |

### Válogatott
| Válogatott    | Év       | Összes | Összes |
| Válogatott    | Év       | Mérk.  | Gól    |
| ------------- | -------- | ------ | ------ |
| Franciaország | 2005     | 1      | 0      |
| Franciaország | 2006     | 1      | 0      |
| Franciaország | 2007     | 0      | 0      |
| Franciaország | 2008     | 0      | 0      |
| Franciaország | 2009     | 1      | 0      |
| Franciaország | 2010     | 6      | 0      |
| Franciaország | 2011     | 11     | 0      |
| Franciaország | 2012     | 13     | 0      |
| Franciaország | 2013     | 13     | 0      |
| Franciaország | 2014     | 6      | 0      |
| Franciaország | 2015     | 12     | 0      |
| Franciaország | 2016     | 1      | 0      |
| Összesen      | Összesen | 65     | 0      |